# E-Pics

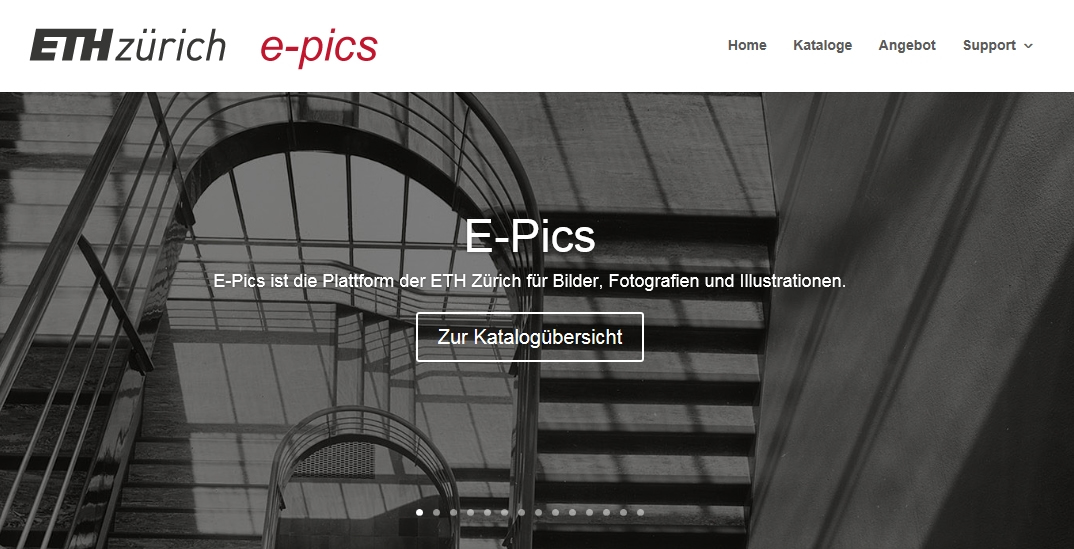
E-Pics Einstiegseite (Ausschnitt)

E-Pics ist die Plattform der ETH Zürich für digitalisierte und digitale Bilder, Fotografien und Illustrationen. Sie umfasst öffentlich zugängliche Bildkataloge und dient der Hochschule als Tool zur Verwaltung von Bildern der Wissenschaft. E-Pics enthält auch Kataloge von externen Institutionen.

## Digitale Angebote
Viele Bilder können als Open Data kostenlos heruntergeladen werden. Die Lizenzierungsart und Nutzungsbedingungen lassen sich den angegebenen Informationen zu den Bildern entnehmen. 
Im Katalog Bildarchiv Online kann sich die Öffentlichkeit in Form von Crowdsourcing an der Erschliessung der Bilder beteiligen.

## Inhaltliche Schwerpunkte
In den öffentlich zugänglichen Katalogen von E-Pics befinden sich vor allem Bilder der Sammlungen und Archive der ETH Zürich, die historisch und kulturell bedeutend sowie von nationalem Interesse sind. Hierzu gehören beispielsweise Fotografien des Bildarchivs der ETH-Bibliothek, Abbildungen aus alten Drucken, von Kunstwerken, die sich auf den beiden Campus der ETH Zürich befinden, Objekte der Erdwissenschaftlichen Sammlungen, die historische Instrumentensammlung der ehemaligen Eidgenössischen Sternwarte Zürich sowie Fotos von Tieren, Pflanzen und Biotopen. Mit den Bildkatalogen des Max Frisch-Archivs und des Thomas-Mann-Archivs sind auch Literaturnachlässe von zwei bedeutenden Schriftstellern vertreten. Hinzu kommen aktuelle Fotografien von Gebäuden, Lehre, Forschung, Veranstaltungen und dem Hochschulleben der ETH Zürich sowie der Nachlass der Comet Photo AG mit rund einer Million Fotografien der Pressebildagentur. Zwei weitere, ETH-externe wichtige Kunden sind die Fotostiftung Schweiz in Winterthur und die fotografische Sammlung des Baugeschichtlichen Archivs der Stadt Zürich. 

## Kooperationspartner
E-Pics wird von der ETH-Bibliothek betrieben. Technisch basiert die Plattform auf der Software Canto Cumulus der Firma Canto. 

## Kennzahlen Bestand
Im Teilkatalog des ETH-Bildarchivs sind über 800'000 Bilder öffentlich zugänglich (Stand: September 2023). Dazu kommen über 325'000 Bilder des baugeschichtlichen Archivs sowie diverse weitere kleinere Sammlungen.

## Laufende Projekte
Zahlreiche Bilder und Metadaten des Bildarchivs der ETH-Bibliothek werden auf Wikimedia Commons publiziert und können so einfach auf Wikipedia eingebunden werden.

## Weblink
- Plattform E-Pics